# التيار الأسترالي الشرقي

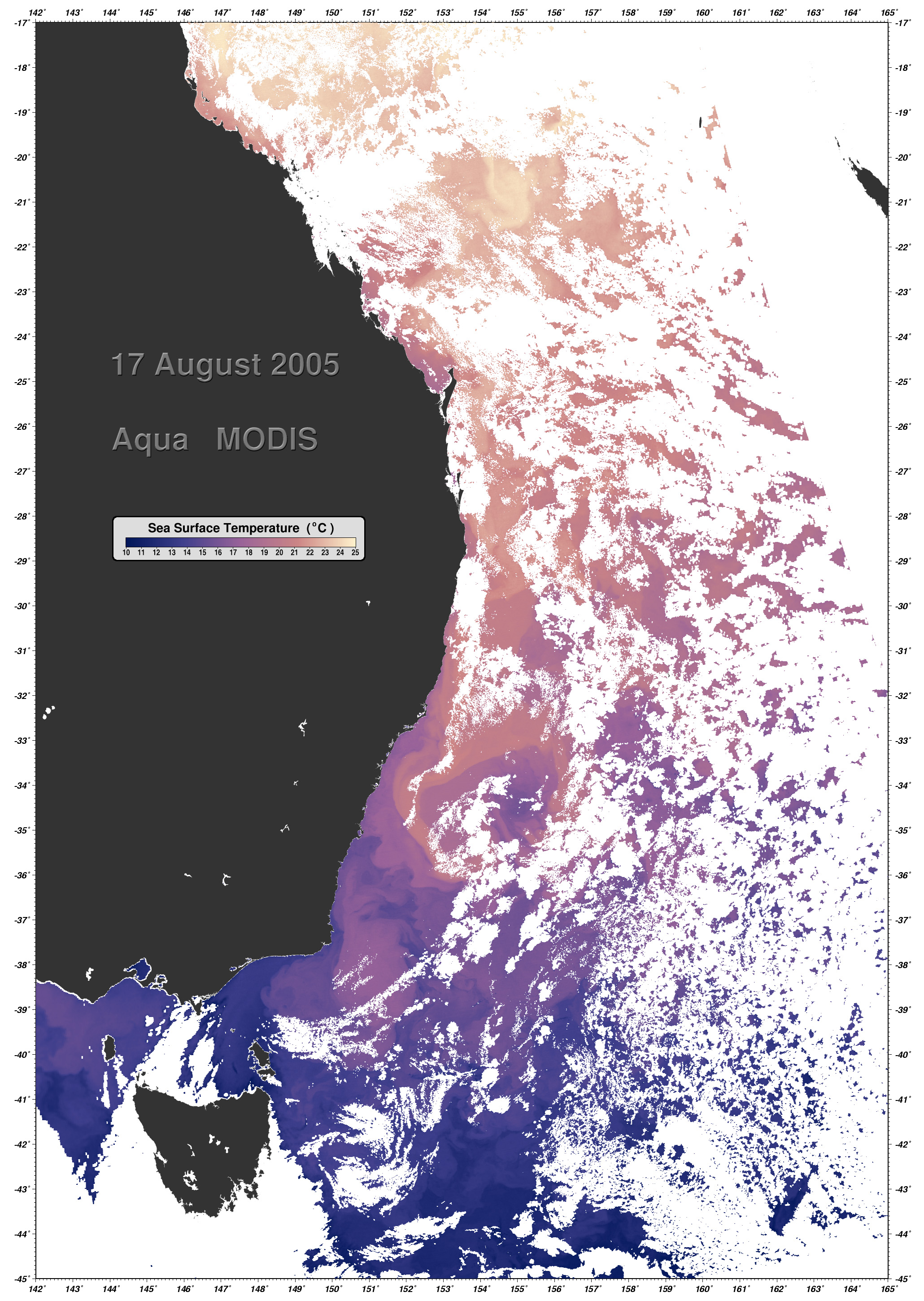
ملف حراري للتيار الأسترالي الشرقي.

التيار الأسترالي الشرقي (E.A.C.) هو عبارة عن تيار بحري دافئ يتحرك يدور عكس عقارب الساعة, ويعتبر هذا التيار أكبر تيار بحري قريب من شواطئ أستراليا .
ومصدره الاصلي بحر المرجان من الشمال الشرقي من ساحل أستراليا.
سرعة التيار البحري تصل لأكثر من 7 عقدة بحرية, ولكنها في الغالب تتراوح ما بين 2,3 عقدة

## في الثقافة العامة
في عام 2003 عرف عن طريق فيلم بيكسار / شركة والت ديزني البحث عن نيمو البحث عن نيمو, وتم وصف التيار البحري وكأنه طريق سريع تسلكه الاسماك والسلاحف البحرية, وسلكه والد نيمو للوصول إلى أستراليا ليجد ابنه هناك

## وصلات خارجية
- Image of the East Australian Current.